# Michel Philippot
Michel Paul Philippot (ur. 2 lutego 1925 w Verzy, zm. 28 lipca 1996 w Vincennes) – francuski kompozytor.

## Życiorys
Początkowo studiował matematykę na Uniwersytecie w Tuluzie, przerwał jednak studia w 1942 roku. Podczas II wojny światowej był członkiem francuskiego ruchu oporu. Studiował w konserwatorium w Reims (1944–1945), Konserwatorium Paryskim (1945–1948) i Centre Professionel de l’ORTF (1948–1949). Od 1946 do 1949 roku uczył się też prywatnie u Renégo Leibowitza. W latach 1949–1951 pracował jako reżyser dźwięku w Deutsche Grammophon Gesellschaft. Związany był z działającą przy Office de radiodiffusion-télévision française (ORTF) Groupe de Recherches Musicales, w latach 1959–1961 kierował jej pracami. Pracował w ORTF jako dyrektor muzyczny i szef programowy (1964–1972) i doradca dyrektora generalnego (1972–1975). Od 1969 do 1976 roku prowadził wykłady na Uniwersytecie Paryskim, od 1970 do 1990 roku wykładał też w Konserwatorium Paryskim. Przez kilka lat przebywał w Brazylii, gdzie wykładał na uniwersytetach w São Paulo (1976–1979) i Rio de Janeiro (1979–1981). W 1990 roku wycofał się z życia publicznego i osiadł w swojej posiadłości w Szampanii.
Opublikował prace Électronique et techniques compositionnelles (Paryż 1956), Pierre Boulez aujourd’hui, entre hier et demain (Paryż 1964), Stravinski (Paryż 1965), Diabolus in musica: Analyse des variations „Diabelli” de Beethoven (São Paulo 1978) i Traité de l’écriture musicale (São Paulo 1984).

## Wybrane kompozycje
(na podstawie materiałów źródłowych)

### Utwory orkiestrowe
- Ouverture na orkiestrę kameralną (1949)
- Composition No. 1 na smyczki (1959), No. 2 na smyczki, fortepian i harfę (1974) i No. 3 (1980)
- Composition na podwójną orkiestrę (1960)
- Carres mágiques (Hommage à E. Gallois) (1983)
- Koncert na skrzypce, altówkę i orkiestrę (1984)

### Utwory kameralne
- Trio fortepianowe (1953)
- Wariacje na 10 instrumentów (1957)
- Pièces na 10 instrumentów (1961)
- Transformations triangulaires na 12 instrumentów (1963)
- Composition na skrzypce No. 1 (1965) i No. 3 (1976)
- Scherzo na akordeon (1972)
- Passacaille na 12 instrumentów (1973)
- Oktet na klarnet, fagot, róg, kwartet smyczkowy i kontrabas (1975)
- 4 kwartety smyczkowe (1976, 1982, 1985, 1988)
- Septet (1977)
- Kwintet fortepianowy (1986)
- Concerto de chambre na fortepian i 6 instrumentów (1986)
- Kwintet dęty (1988)
- Ludus sonoritatis na 8 instrumentów (1989)
- Composition na skrzypce i fortepian (1990)
- Contrapunctus X na 10 instrumentów (1994)
- Méditation na 12 instrumentów (1994)

### Utwory fortepianowe
- 2 sonaty (1947, 1973)
- 3 Compositions (1958)
- Composition No. 4 (1974), No. 5 (1976) i No. 6 (1977)
- Cantate du café sur un poème de G. Figueiredo (1978)

### Utwory organowe
- Sonata (1971)

### Utwory wokalno-instrumentalne
- La, rien que la, toute la na głos, klarnet, perkusję i taśmę (1976)

### Utwory na taśmę
- Etude I (1953), II (1956), III (1962) i IV (1984)
- Ambiance I (1959) i II (1959)